# Ivan Goran Kovačić
Ivan Goran Kovačić (Lukovdol, 21 marzo 1913 – dintorni di Foča, 13 luglio 1943) è stato uno scrittore, giornalista e partigiano croato.
Fu partigiano ed espresse nelle sue opere l'indignazione verso il nazismo. Fu il primo a portare nome Goran.

## Biografia
Kovačić nacque a Lukovdol, nella regione del Gorski Kotar. Studiò slavistica all'università di Agram (Zagabria); dal 1936 iniziò l'attività di giornalista. Nel 1942 divenne partigiano e circa 6 mesi dopo fu ucciso dai Cetnici. Il luogo di sepoltura è sconosciuto.
L'attività letteraria iniziò nel 1929; scrisse poesie, racconti e saggi. Già nelle sue prime novelle Dani gnjeva (1936) si dimostrò narratore legatissimo alla sua terra. La raccolta di poesie Ognji i rože (1945) è scritta nel dialetto del paese natale. La sua ultima e più grande opera, Jama, è una protesta contro le atrocità della guerra ed insieme una sentita descrizione della passione dei suoi connazionali.
Tutta la profondità spirituale e la grande sensibilità di Kovačić, furono manifestate pienamente nella lirica, nella quale l'accuratezza stilistica e la forza espressiva, si ampliarono grazie all'utilizzo di due lingue: lo stocavo letterario e il dialettale Caicavo.

## Opere
- Lirika, Zagabria, 1932;
- Dani gnjeva, novelle, Zagabria, 1936;
- Hrvatske pjesme partizanke, Šuma Javornica, 1943;
- Jama, poema, Bari 1944; traduzione a cura di Silvio Ferrari, La fossa, San Marco dei Giustiniani, Genova 2007, ISBN  978-88-7494-207-7
- Ognji i rože, Zagabria, 1945;
- Djela, 7 voll., Zagabria, 1946-1949;
- Izabrana djela, Zagabria, 1975;
- Sabrana djela, 5 vol., Zagabria, 1984.